# 荻野仲三郎
荻野 仲三郎（おぎの なかさぶろう、1870年10月19日（明治3年9月25日）– 1947年（昭和22年）5月21日）は、日本の歴史家。

## 来歴
現在の三重県に、荻野彌七の二男として生まれた。第三高等学校（1894年卒業）を経て、1897年7月、東京帝国大学文科大学国史学科を卒業した。
内務省社寺局寺院課属 などを経て、1903年に東京女子高等師範学校教授となる。
「国宝保存会」・「重要美術品等調査委員会」・「史蹟名勝天然紀念物調査委員会」等の委員を歴任し、古美術保存事業に務めた。大学卒業後は、中学校の教科書（東洋史などの科目）の執筆も行った。また、陽明文庫の理事も務めた。

## 親族
- 二男 荻野三七彦[1]（早稲田大学教授）